# 도승
도승(陶升, ? ~ ?)은 중국 후한 말의 무장이다.

## 생애
내황현(內黃縣)의 관리를 지냈었다.
초평(初平) 4년(193년) 3월 상사일(上巳日), 공손찬(公孫瓚)을 격파하고 돌아온 원소(袁紹)는 박락진(薄洛津)에서 연회를 즐기고 있었다. 이때 위군(魏郡)의 병사들은 반란을 일으켜 흑산적(黑山賊)의 우독(于毒) 등과 손을 잡았고, 수만 명의 군세를 이끌고 업(鄴)으로 진격하여 위군태수(魏郡太守) 율성(栗成)을 죽였다.
이때 도승도 자신을 평한장군(平漢將軍)이라 칭하며 가담하였는데, 마음을 고쳐 혼자 부하들을 거느리고 성문을 막아 도적들이 들어오지 못하도록 하는 한편 수레에 원소의 의관 등 중요한 물건들을 싣고 척구(斥丘)까지 호송하였다. 원소는 곧 척구에 주둔하였고, 도승을 건의중랑장(建義中郞將)에 임명하였다.